# An Arcadian Maid

An Arcadian Maid est un film américain réalisé par D. W. Griffith, sorti en 1910.

## Fiche technique
- Titre original : An Arcadian Maid
- Réalisation : D. W. Griffith
- Scénario : Stanner E.V. Taylor
- Société de production : Biograph Company
- Pays de production :  États-Unis
- Langue originale : anglais
- Format : noir et blanc - film muet
- Durée : 11 minutes
- Date de sortie :
  - USA : 1er août 1910

## Distribution
- Mary Pickford
- Mack Sennett
- George Nichols
- Joseph Graybill